# جسی چیمبرز
جسی چیمبرز (انگلیسی: Jesse Chambers) یک شخصیت خیالی ابرقهرمان در کتاب‌های کامیک آمریکایی منتشر شده توسط دی‌سی کامیکس است و همچنین اولین بادپای مؤنث است. چیمبرز که در ابتدا از نام جسی کوئیک و بعدها لیبرتی بل استفاده می‌کرد، دختر ابرقهرمان دوران طلایی جانی کوئیک و لیبرتی بل است.

## توانایی‌ها و قدرت‌ها
جسی قدرت خود را از پدر و مادرش به ارث برده است. او درست مثل پدرش دارای قدرت پرواز و سرعت، قدرت، استقامت و هوشی بالا است. قدرت‌های او به سرعت نیروی سرعتی وابسته هستند. او همچنین قدرت بدنی مادرش را به ارث برده و می‌تواند اشیا سنگینی مانند یک ماشین را به آسانی حمل کند.

## حضور در رسانه‌ها
در مجموعهٔ تلویزیونی فلش ۲۰۱۴، ویولت بین نقش جسی ولز/جسی کوئیک را ایفا می‌کند.